# Hitler=SS
Hitler=SS es una serie francesa de historieta cómica creada por Jean-Marie Gourio (texto), Philippe Vuillemin (dibujo) y Gondot (dibujo) publicada originalmente en Francia por la revista mensual Hara-Kiri en los años 1980, y en álbum por primera vez en 1987 por la editorial Epco, con tirada limitada a mil ejemplares. La portada imitaba a la de la revista quincenal nazi Signal.
Años después, Hitler=SS fue publicada por varias editoriales y en varios países, incluyendo España. En este último país se ofreció por entregas en la revista Makoki, y se levantó un escándalo que llevaría a varias denuncias.
Se trata de una obra ambientada en la Segunda Guerra Mundial (particularmente en los campos de concentración del régimen nazi), y se da un repaso a los acontecimientos de entonces mediante el absurdo y el humor negro. 
El tratamiento del tema suscitó una viva polémica, sobre todo en Francia, donde destacaron las asociaciones de supervivientes de los campos de concentración. También tuvo repercusiones en otros países, y se planteó un debate sobre los límites de la libertad de expresión. 

## Situación jurídica en distintos países europeos

### Francia
La obra fue objeto de varias demandas judiciales: tres juicios, de los cuales dos perderían los autores (el primero y el tercero) y uno en el que quedarían absueltos. Vuillemin fue defendido por Thierry Lévy, abogado que más tarde defendería a Jean-Louis Costes en su juicio por racismo y llegaría a ser presidente del Observatorio Internacional de Prisiones (OIP) desde el 2000 hasta el 2005. El 27 de septiembre de 1989, Gourio y Vuillemin fueron condenados por Hitler=SS a pagar el precio simbólico de un franco. La publicación en revistas de tirada periódica está prohibida, y la edición completa en álbum no se puede vender a menores ni exponerse.
En junio de 1989, a raíz de un debate entre Vuillemin, Gourio y el dibujante Gotlib, publicado en el número 85 de Les Cahiers de la BD  y concerniente a Hitler=SS, el último aporta su apoyo moral a los autores en nombre de la libertad de prensa. Confiesa, no obstante, entender que el lector pueda sentirse ofendido por la obra (el propio Gotlib escapó por poco de la detención que sufrió su familia por parte del régimen colaboracionista francés) y expresa su incomodidad con el estilo de la obra, al que considera excesivo. 

### España
En España la publicación fue secuestrada: la policía retiró todos los ejemplares de los puntos de venta y del almacén de la editorial, y se emprendieron varios procesos contra el editor de Makoki, Damián Carulla, desde comienzos hasta mediados de los años 90. Los demandantes fueron las asociaciones B'nai B'rith y Amicale de Mauthausen. La acusación consideraba la obra como un atentado a la dignidad de los antiguos prisioneros, pero además un ataque contra una creencia religiosa -el judaísmo- y, como tal, penado por la Ley española. Según la opinión de Carulla, no era más que una parodia de las posiciones revisionistas nazis.
El 11 de diciembre de 1995, el Tribunal Constitucional rechazó finalmente el recurso de Damián Carulla. Para ello se basó en la jurisprudencia (el caso Violeta Friedman contra Léon Degrelle, de noviembre de 1991), considerando que la historieta tenía por objetivo humillar a los prisioneros del nazismo y a los judíos en particular. Asimismo, basó su decisión en que el público sería mayoritariamente juvenil y, por tanto, falto de madurez y sugestionable, lo que podría conducir al odio y a la violencia raciales. Por orden judicial, las planchas y los ejemplares retirados del álbum fueron destruidos, y el editor fue condenado a un mes y un día de arresto y a 100.000 pesetas de multa, aunque fue absuelto del delito de escarnio religioso. A día de hoy, esa publicación sigue estando prohibida en España.

## Contenido
El título del álbum es de por sí una broma, basada en la obviedad de que Hitler es identificable con el nazismo. La expresión escrita =SS se utiliza a menudo para comparar a alguien con los nazis. El chiste se repite a lo largo del álbum, en el que vemos a menudo cómo se trata a los nazis de fascistas.
En la edición francesa se incluye una fotonovela como prólogo. Presenta a Vuillemin y Gourio y dos oficiales nazis. 
El primer episodio, Le train du bonheur (El tren de la felicidad) está protagonizado por un grupo de personas a las que los nazis se disponen a deportar en un tren pero no se dan cuenta de su situación. Solamente se percata un homosexual, pero los demás prisioneros prefieren no hacerle caso, reírse de su homosexualidad y, finalmente, matarlo de una paliza. Vuillemin declaró en 1996 que la idea de esta historia se le ocurrió a Gourio, a raíz de una conmemoración de antiguos prisioneros en Lyon a la que no se permitió la asistencia de grupos de afectados gais.